# Етроше
Етроше (фр. Etrochey) насеље је и општина у источном делу централне Француске у региону Бургоња, у департману Златна обала која припада префектури Монбар.
По подацима из 2011. године у општини је живело 226 становника, а густина насељености је износила 70,4 становника/km². Општина се простире на површини од 3,21 km². Налази се на средњој надморској висини од 200 метара (максималној 236 m, а минималној 203 m).

## Демографија
| 1962. | 1968. | 1975. | 1982. | 1990. | 1999. | 2011. |
| ----- | ----- | ----- | ----- | ----- | ----- | ----- |
| 155   | 178   | 189   | 189   | 229   | 221   | 226   |

График промене броја становника у току последњих година